# Chrząblice
Chrząblice – wieś w Polsce położona w województwie wielkopolskim, w powiecie tureckim, w gminie Brudzew.
Nazwa wsi pochodzi prawdopodobnie od słowa chrzan, który zapewne rósł tutaj w dużych ilościach. Na starych mapach spotyka się także pisownię Chrzamlice.
Sołectwo Chrząblice należy do parafii pw. Przemienienia Pańskiego w Galewie.

## Położenie wsi
Chrząblice położone są w południowo-zachodniej części gminy Brudzew. W skład miejscowości wchodzą tereny potocznie nazywane Parcelą, Górką oraz Podebojcami. Pola są położone na morgach, niwach, smugach, ogrodach, nowej wsi i galewku.
Chrząblice, jak większość miejscowości gminy, posiadają gleby klasy V i VI. Sołectwo Chrząblice położone jest na ponad 244 ha gruntów. Grunty orne stanowią 140 ha, użytki zielone 64 ha a na ponad 5 ha są sady (faktycznie jest ich mniej). Pod lasami znajduje się prawie 14 ha. Pozostałe obszary to: grunty pod rowami - 2 ha, tereny komunikacyjne (przede wszystkim drogi) prawie 5 ha, tereny zabudowane ponad 5 ha i nieużytki, które stanowią około 9 ha.

## Historia
Na początku XX wieku wielu mieszkańców wyjechało do Francji i USA. Natomiast po II wojnie światowej wielu młodych (zwłaszcza z rodzin wielodzietnych) wyjechało na tereny poniemieckie, tzw. ziemie odzyskane. Wiele osób wyprowadziło się także do Łodzi.
W Chrząblicach do lat 70. działało kółko rolnicze. Po zmianach prawnych majątek kółka rolniczego został wniesiony do SKR-u. Do końca lat 60. chrząbliczanie mieli własny teatr, który swoje sztuki prezentował również w innych wsiach. Założycielem, organizatorem i reżyserem był Wacław Zając. 

W latach 1975–1998 miejscowość administracyjnie należała do województwa konińskiego.

## Szkoła podstawowa

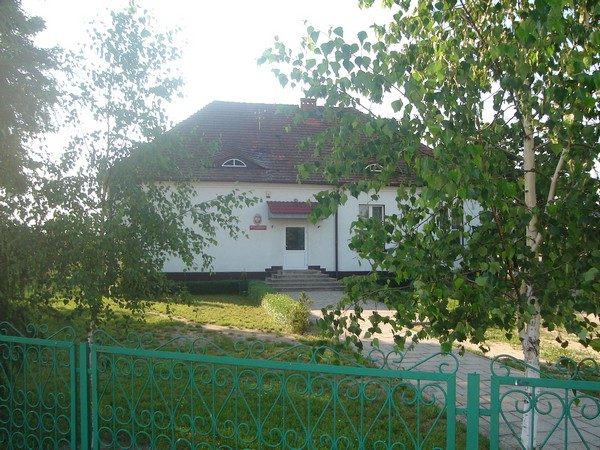
Szkoła Podstawowa w Chrząblicach

Od roku 1920 w Chrząblicach działa szkoła podstawowa, która do 1951 roku mieściła się w domach prywatnych Rosiaków, Sypniewskich i Waloszków. Pierwszym nauczycielem był Zdrojewski, który zginął podczas II wojny światowej. Od roku 1935 nauczycielem był Jan Kozłowicz.
W 1945 roku założono Społeczny Komitet Budowy Szkoły, który doprowadził do wybudowania pomieszczeń szkoły i częściowego oddania ich do użytku w roku 1951. Powstała wtedy pięcioklasowa szkoła podstawowa. Budynek nowo wybudowanej szkoły w całości do użytku został oddany dopiero w 1956 roku.

## Ochotnicza Straż Pożarna
Ochotnicza Straż Pożarna w Chrząblicach została założona w 1924 roku i jest jedną z 11 jednostek na terenie gminy Brudzew.